# Léon Maillard
Pour les articles homonymes, voir Maillard.
Victor Léon Maillard, né le 28 octobre 1860 à Paris 5e où il est mort le 25 décembre 1929, est un écrivain et critique d'art français, cofondateur de La Plume.

## Biographie
Né dans le 5e arrondissement de Paris d'une mère passementière et d'un père mécanicien, Léon Maillard âgé de 17 ans, entre au journal Le Rappel et occupe dans les années suivantes un poste de fonctionnaire à l’Hôtel de Ville. Dans les années 1880, il fréquente un groupe littéraire, les Hirsutes. En mai 1883, il épouse la modiste belge Nathalie Vertommen, avec pour témoin Léopold Goirand, directeur de La Gazette du Palais qui emploie Léon comme chroniqueur. Après avoir fait ses armes à la Gazette dans laquelle il fait entrer Léon Deschamps, il conçoit avec ce dernier une nouvelle revue, dont le manifeste s'intitule « Pour l’art ! », et lance La Plume en 1889, démissionnant de son emploi de fonctionnaire. Nommé gérant, Maillard est inculpé en 1890 pour outrage aux bonnes mœurs, la revue ayant publié un poème anonyme jugé obscène : il se retire du bureau administratif et devient le principal conseiller de Deschamps et son critique d'art.
Dans les années 1890, le succès public de La Plume est remarquable. En 1892, Maillard fonde les « soirs de La Plume », une réunion ou « salon » se tenant tous les samedis soirs, privée, et rassemblant artistes, écrivains et personnalités en vue. Il en explique le concept dans une rubrique dédiée au sein de la revue :

« Le Salon de La Plume n’a ni monument propice, ni gardiens, ni cymaises. Le jury et les médailles y sont inconnus. Il existera en lui-même par une série d’études critiques sur les jeunes, études critiques fortifiées de la reproduction d’une ou de plusieurs des œuvres mises en cause. Étant permanent, il n’aura pas de date de clôture et il n’aura pas de vernissage. »

En janvier 1894, dans les nouveaux locaux de La Plume, au 31 rue Bonaparte, Maillard persuade Deschamps d'organiser le Salon des Cent, où seront montées plusieurs dizaines d'expositions d'artistes. 
En janvier 1897, Maillard fonde sa propre revue hebdomadaire illustrée, Le Parisien de Paris, consacrée aux arts décoratifs de la capitale, et livre 93 numéros avant de disparaître en février 1899. Durant cette période, il produit des monographies sur des artistes contemporains comme André des Gachons, Henri Boutet, Auguste Marie Boulard, et Auguste Rodin.
Après la mort de Deschamps en 1899, Maillard s'éloigne de La Plume, liquide Le Parisien de Paris, puis collabore à de nombreux périodiques comme La Lanterne, L’Événement, Le Figaro, Le Pays, L’Ère nouvelle, Les Arts décoratifs, la Gazette des beaux-arts, Paris-Soir.
Maillard se lance ensuite dans l'organisation de nombreuses conférences : autour de la mémoire de Balzac, avec pour projet la maison de l'écrivain, du vieux Paris et de sa préservation au sein de l'association des Amis de Paris, de l'enseignement de l'art pour tous, de la gratuité des musées.
Marcellin Desboutin exécuta en 1894 son portrait gravé.

## Ouvrages publiés
- La Lutte idéale. Les soirs de la Plume, préface d'Aurélien Scholl, 94 portraits par F.-A. Cazals, Balluriau, Fernand Fau, A. Brière, Léon Lebègue, Bourdelle, Ollivier, Albert Trachsel, Alexandre Séon, Valin..., Éditions Paul Sévin / La Plume, 1892 — lire sur Gallica.
- L'Imagier Andhré Des Gachons, Sous le patronage de la Plume, 1892.
- Henri Boutet : graveur et pastelliste, éd. E. Dentu, 1894-1895.
- L'Œuvre de Auguste Boulard[15], éd. H. Floury, 1896.
- [préfacier] Boutet embêté par Courtry, avec 2 pointes-sèches par Henri Boutet, une eau-forte et couverture par Charles Courtry, Bibliothèque artistique et littéraire, 1896.
- Les menus et programmes illustrés : invitations, billets de faire part, cartes d'adresse, petites estampes du XVIIe siècle jusqu'à nos jours, 460 illustrations, éd. G. Boudet, 1898.
- Auguste Rodin, statuaire : études sur quelques artistes originaux, avec 5 bois de Auguste-Hilaire Léveillé, éd. Henri Floury, 1899.
- J. Van Driesten et la Toison d'Or. Un point d'histoire artistique, éd. Croville-Morant, 1908.